# Yu Xuanji
Pour les articles homonymes, voir Yu.
Dans ce nom, le nom de famille, Yu, précède le nom personnel.
Yu Xuanji (chinois traditionnel 魚玄機, chinois simplifié 鱼玄机, pinyin Yú Xuánjī, Wade-Giles Yü Hsüan-chi, EFEO Yu Hsuan-ki), née vers 844 à Chang'an, morte vers 871, est une courtisane et poétesse chinoise de la dynastie Tang.

## Biographie
Yu Xuanji est née à Chang'an, la capitale des Tang, dans une famille pauvre. Versée dans le chant et la danse, elle fréquente le milieu des étudiants, où elle acquiert des connaissances en poésie. Elle devient la concubine d'un lettré nommé Li Yi, puis après leur rupture, se fait nonne taoïste dans un monastère de la capitale. Si les monastères de l'époque servaient souvent de refuge aux jeunes filles, aux veuves ou aux femmes divorcées, certains accueillaient aussi des courtisanes et servaient de lieu de rendez-vous. Accusée d'avoir battu à mort une servante, Yu Xuanji finit exécutée. Son exécution pourrait cependant être de nature légendaire.
La plupart des poèmes de Yu Xuanji ont été perdus, et seuls 49 nous sont parvenus, conservés dans différentes anthologies.
Tout comme Xue Tao, Yu Xuanji était en relation avec des lettrés de son temps. Ont été ainsi conservés deux poèmes adressés au poète Wen Tingyun. La légende leur attribue une relation amoureuse, bien que ces deux poèmes ne soient pas des poèmes d'amour.
Avec Xue Tao, elle aussi courtisane, Yu Xuanji est la plus connue des poétesses de la dynastie Tang.

## Traductions
- Cent poèmes d'amour de la Chine ancienne, trad. André Lévy, Philippe Picquier, 1997 — Yu Xuanji, p. 87
- (en) Kang-i Sun Chang (dir.) et Haun Saussy (dir.), Women Writers of Traditional China : An Anthology of Poetry and Criticism, Stanford University Press, 1999  — Yu Xuanji, p. 66-75